# Essential Marvel
Essential Marvel é uma linha editorial da editora americana Marvel Comics. Consiste na publicação de volumes encadernados em brochuras e preto e branco contendo cerca de 20 e 30 edições de revistas da publicadas durante a Era de Prata e  Era Bronze da Marvel Comics. Cada volume contêm entre 400 e 500 páginas (fazendo que cada volume se assemelhe a uma lista telefônica), e papel jornal.
Da mesma forma que o DC Archive Editions  é o equivalente da DC Comics para a Marvel Masteworks, a linha Showcase Presents é o equivalente da DC para linha Essential. A linha Essential é promovida como uma opção mais barata para leitores interessados em ler histórias antigas e não podem pagar pelas edições de capa dura.

## Histórico da publicação
A linha Essencial foi lançada em outubro de 1996 com o lançamento conjunto de Essential X-Men vol. 1 e Essential Spider-man vol. 1.
Enquanto Essential Spider-Man começou com a primeira aparição do Homem-Aranha na Era de Prata (Amazing Fantasy # 15 e Amazing Spider-Man # 10-20), a Marvel decidiu pular para a Giant-Size X-Men # 1 e Uncanny X-Men # 94-119, o relançamento do título que provocou a popularidade dos X-Men na década de 1970 e 1980. A decisão de ignorar as histórias originais dos X-Men em favor de começar com a fase mais conhecida, gerou controversia, embora a Marvel finalmente voltado atrás e começado uma nova coleção de Essencials, intitulada Essential Classic X-Men, para reunir as primeiras histórias dos X-Men (originalmente intitulado Essential Uncanny X- Men).
Personagens que a Marvel não possui mais a licença de uso como Doc Savage (atualmente publicado pela Dynamite Entertainment), não podem mais ser republicados pela editora. Conan teve apenas uma edição Essential em 2000, isso porque em 2003, Conan passou ser publicado pela Dark Horse Comics, em 2007 a Dark Horse publicou o primeiro volume de The Savage Sword of Conan, o encadernado possui histórias produzidas pela Marvel Comics e formato muito parecido com o de um Essential. Um caso peculiar é de Rom, o Cavaleiro do Espaço, enquanto o personagem pertence ao Universo Marvel, seu visual ciborgue pertence a Parker Brothers (atualmente uma empresa do grupo Hasbro), com isso a editora não pode mais publicar histórias onde o antigo visual do personagem era utilizado.
Em 2000, a Marvel lançou uma outra série de encadernados, a Backpack Marvels, a linha Backpack era bastante parecida com as Essentials, publicada no formato digest (conhecido no Brasil como formatinho), preto e branco, 160 páginas, a coleção trazia material produzido pela editora nos anos 70, entretanto o título não teve muito sucesso, sendo encerrada em 2001. Em 2006, A quarta edição de Essential Tomb of Dracula sofreu censura nas cenas de nudez, originalmente a revista The Tomb of Dracula era destinada ao público adulto.

### No Brasil
Entre 1996 e 1997, a Editora Abril publicou Spider-Man Collection, uma coleção que reunia as primeiras histórias do Homem-Aranha impressas em formato americano (17 x 26 cm), preto e branco e lombada quadrada,[carece de fontes?] cada edição da revista trazia uma fita VHS de episódios da série animada Spider-Man: The Animated Series. Na década de 2000, a Mythos Editora publicou a coleção "Edição Histórica" inspirada em títulos "Essencials". Foram publicados pela editora X-Men, Wolverine, Homem-Aranha e Surfista Prateado.
A última publicação inspirada na linha Essential foi Grandes Clássicos Marvel vol.1, ao invés ter apenas um personagem, a publicação trazia histórias de quatro: Capitão América, Thor, Homem de Ferro e Hulk. No Brasil, a publicação de títulos da linha Essentials tornaram-se inviáveis, uma edição brasileira costuma ter a metade um volume original da Marvel e por conta dos custos de produção (tradução, letreiramento, etc), o preço não costuma ficar muito abaixo de uma edição colorida.

#### Grandes Clássicos Marvel vol.1
Grandes Clássicos Marvel vol.1 foi um encadernado de história em quadrinhos, lançado no Brasil em 2006 pela Mythos que traz histórias do heróis Capitão América, Thor, Hulk e Homem de Ferro, conforme concebido por Stan Lee na década de 60, e ilustrados por Jack Kirby e Don Heck.

#### Publicação
Grandes Clássicos Marvel vol.1 é inspirada na coleção Essential Marvel,
O acabamento de um  Essential se parece com o de uma lista telefônica e possui 500 páginas.
já edição brasileira teve aproximadamente a metade do número de páginas.

##### Histórias
O encadernado visa exatamente realçar os artistas que participaram da origem da Era Marvel dos Quadrinhos, além de mostrar uma época muito diferente (2ª Guerra Mundial) para um leitor mais jovem.
A editora anunciou que o título trazia as primeiras histórias dos personagens, entretanto o Capitão América teve sua publicação em 1941 e as histórias publicadas do herói nesse volume são da década de 60.
Essa edição compila histórias publicadas em quatro Essentials, ou seja cada um dos quatro personagens tem uma coleção de Essentials.

##### Capitão América
| - Roteiro: Stan Lee - Desenhos: Jack Kirby - Arte-final: Chic Stone - Letras: Marcos Valério - Tradução: Jotapê Martins e Fernando Bertacchini |

| - Roteiro: Stan Lee - Desenhos: Jack Kirby - Arte-final: Chic Stone - Letras: Marcos Valério - Tradução: Jotapê Martins e Fernando Bertacchini |

| - Roteiro: Stan Lee - Desenhos: Jack Kirby - Arte-final: Chic Stone - Letras: Marcos Valério - Tradução: Jotapê Martins e Fernando Bertacchini |

| - Roteiro: Stan Lee - Desenhos: Jack Kirby - Arte-final: Chic Stone - Letras: Marcos Valério - Tradução: Jotapê Martins e Fernando Bertacchini |

| - Roteiro: Stan Lee - Desenhos: Jack Kirby - Arte-final: Frank Ray - Letras: Marcos Valério - Tradução: Jotapê Martins e Fernando Bertacchini |

##### Thor
| - Trama & Diálogos: Stan Lee e Larry Lieber - Desenhos: Jack Kirby - Arte-final: Joe Sinnot - Letras: Marcos Valério - Tradução: Jotapê Martins e Fernando Bertacchini |

| - Trama & Diálogos: Stan Lee e Larry Lieber - Desenhos: Jack Kirby - Arte-final: Dick Ayers - Letras: Marcos Valério - Tradução: Jotapê Martins e Fernando Bertacchini |

| - Trama & Diálogos: Stan Lee e Larry Lieber - Desenhos: Jack Kirby - Arte-final: Dick Ayers - Letras: Marcos Valério - Tradução: Jotapê Martins e Fernando Bertacchini |

| - Trama & Diálogos: Stan Lee e Larry Lieber - Desenhos: Jack Kirby - Arte-final: Dick Ayers - Letras: Marcos Valério - Tradução: Jotapê Martins e Fernando Bertacchini |

##### Homem de Ferro
| - Argumento: Stan Lee - Roteiro: Larry Lieber - Desenhos: Don Heck - Arte-final: Dick Ayers - Letras: Marcos Valério - Tradução: Jotapê Martins e Fernando Bertacchini |

| - Argumento: Stan Lee - Roteiro: R. Berns - Desenhos: Jack Kirby - Arte-final: Don Heck - Letras: Marcos Valério - Tradução: Jotapê Martins e Fernando Bertacchini |

| - Argumento: Stan Lee - Texto: R. Berns - Desenhos: Jack Kirby - Arte-final: Don Heck - Letras: Marcos Valério - Tradução: Jotapê Martins e Fernando Bertacchini |

| - História: Stan Lee - Roteiro: R. Berns - Arte: Don Heck - Letras: Marcos Valério - Tradução: Jotapê Martins e Fernando Bertacchini |

## Tabela de volume da linha Essential
| - História: Stan Lee - Desenhos: Jack Kirby - Arte-final: Paul Reinman - Letras: Marcos Valério - Tradução: Jotapê Martins e Fernando Bertacchini |

| - História: Stan Lee - Desenho: Jack Kirby - Arte-final: Steve Ditko - Letras: Marcos Valério - Tradução: Jotapê Martins e Fernando Bertacchini |

| - História: Stan Lee - Desenho: Jack Kirby - Arte-final: Dick Ayers - Letras: Marcos Valério - Tradução: Jotapê Martins e Fernando Bertacchini |

| T￭tulos                                                        | Ano de publica￧￣o original | Publica￧￣o original | N￺mero de p￡ginas | ISBN                                                                   | Data de Publica￧￣o (Primeira edi￧￣o) |
| -------------------------------------------------------------- | --------------------------- | --- | ----------------- | ---------------------------------------------------------------------- | -------------------------------------- |
| The Amazing Spider-Man vol. 1                                  | 1962-1965                   | Amazing Fantasy #15; The Amazing Spider-Man #1-20, Annual #1 | 552               | ISBN 0-7851-2192-7                                                     | 1996-12-11                             |
| The Amazing Spider-Man vol. 2                                  | 1965-1966                   | The Amazing Spider-Man #21-43, Annual #2-3 | 536               | ISBN 0-7851-1863-2                                                     | 1997-08-06                             |
| The Amazing Spider-Man vol. 3                                  | 1967-1968                   | The Amazing Spider-Man #44-68 | 528               | ISBN 0-7851-1864-0                                                     | 1998-07-29                             |
| The Amazing Spider-Man vol. 4                                  | 1968-1970                   | The Amazing Spider-Man #69-89, Annual #4-5 | 552               | ISBN 0-7851-1865-9                                                     | 2000-12-01                             |
| The Amazing Spider-Man vol. 5                                  | 1970-1972                   | The Amazing Spider-Man #90-113 | 528               | ISBN 0-7851-2379-2                                                     | 2002-03-01                             |
| The Amazing Spider-Man vol. 6                                  | 1972-1974                   | The Amazing Spider-Man #114-137; Giant-Size Superheroes #1; Giant-Size Spider-Man #1-2 | 576               | ISBN 0-7851-1365-7                                                     | 2004-07-01                             |
| The Amazing Spider-Man vol. 7                                  | 1974-1976                   | The Amazing Spider-Man #138-160, Annual #10; Giant-Size Spider-Man #3-5 | 560               | ISBN 0-7851-1879-9                                                     | 2005-10-26                             |
| The Amazing Spider-Man vol. 8                                  | 1976-1978                   | The Amazing Spider-Man #161-185, Annual #11; Giant-Size Spider-Man #6; Nova #12 | 512               | ISBN 978-0785125006                                                    | 2007-04-18                             |
| The Amazing Spider-Man vol. 9                                  | 1978-1980                   | The Amazing Spider-Man #186-210, Annual #13-14; Peter Parker, the Spectacular Spider-Man Annual #1 | 600               | ISBN 978-0785130741                                                    | 2009-05-06                             |
| The Amazing Spider-Man vol. 10                                 | 1980-1982                   | The Amazing Spider-Man #211-230, Annual #15 | 600               | ISBN 978-0785157472                                                    | 2011-06-29                             |
| Astonishing Ant-Man vol. 1                                     | 1962-1965                   | Tales to Astonish #27, #35-69 | 576               | ISBN 0-7851-0822-X                                                     | 2002-02-01                             |
| Avengers vol. 1                                                | 1963-1966                   | The Avengers #1-24 | 536               | ISBN 0-7851-1862-4                                                     | 1998-11-18                             |
| Avengers vol. 2                                                | 1966-1967                   | The Avengers #25-46, Annual #1 | 528               | ISBN 0-7851-0741-X                                                     | 2000-06-01                             |
| Avengers vol. 3                                                | 1967-1969                   | The Avengers #47-68, Annual #2 | 520               | ISBN 0-7851-0787-8                                                     | 2001-03-01                             |
| Avengers vol. 4                                                | 1969-1972                   | The Avengers #69-97; The Incredible Hulk #140 | 640               | ISBN 0-7851-1485-8                                                     | 2004-10-01                             |
| Avengers vol. 5                                                | 1972-1974                   | The Avengers #98-119; Daredevil #99; The Defenders #8-11 | 552               | ISBN 0-7851-2087-4                                                     | 2006-01-25                             |
| Avengers vol. 6                                                | 1974-1975                   | The Avengers #120-140; Giant-Size Avengers #1-4; Captain Marvel #33; The Fantastic Four #150 | 576               | ISBN 0-7851-3058-1 Erro de parâmetro em {{ISBN}}: soma de verificação  | 2008-02-20                             |
| Avengers vol. 7                                                | 1975-1977                   | The Avengers #141-163, Annual #6; Super-Villain Team-Up #9 | 480               | ISBN 0-7851-4453-6                                                     | 2010-01-08                             |
| Captain America vol. 1                                         | 1964-1968                   | Tales of Suspense #59-99; Captain America #100-102 | 528               | ISBN 0-7851-0740-1                                                     | 2000-03-01                             |
| Captain America vol. 2                                         | 1968-1970                   | Captain America #103-126 | 512               | ISBN 0-7851-0827-0                                                     | 2002-01-01                             |
| Captain America vol. 3                                         | 1970-1972                   | Captain America #127-156 | 608               | ISBN 0-7851-2166-8                                                     | 2006-12-06                             |
| Captain America vol. 4                                         | 1973-1975                   | Captain America #157-186 | 600               | ISBN 978-0785127703                                                    | 2008-01-09                             |
| Captain America vol. 5                                         | 1975-1977                   | Captain America #187-205, Annual #3; Bicentennial Battles | 480               | ISBN 978-0785145354 Erro de parâmetro em {{ISBN}}: soma de verificação | 2010-06-23                             |
| Captain America vol. 6                                         | 1977-1979                   | Captain America #206-230, Annual #4; The Incredible Hulk #232 | 512               | ISBN 978-0785150916                                                    | 2011-04-06                             |
| Captain Marvel vol. 1                                          | 1967-1970                   | Marvel Super-Heroes #12-13; Captain Marvel #1-21 | 528               | ISBN 978-0785130598                                                    | 2008-05-21                             |
| Captain Marvel vol. 2                                          | 1972-1976                   | Captain Marvel #22-35, #37-46; Iron Man #55; Marvel Feature #12 | 520               | ISBN 978-0785145363                                                    | DELAYED                                |
| Classic X-Men vol. 1 (formerly Uncanny X-Men vol. 1)           | 1963-1966                   | X-Men #1-24 | 528               | ISBN 0-7851-0991-9                                                     | 1999-06-01                             |
| Classic X-Men vol. 2                                           | 1966-1969                   | X-Men #25-53; The Avengers #53 | 640               | ISBN 0-7851-2116-1                                                     | 2006-05-17                             |
| Classic X-Men vol. 3                                           | 1969-1975                   | X-Men #54-66, #67-93 (covers only); Marvel Team-Up #4; Amazing Adventures #11-17; Incredible Hulk #150, #161; The Amazing Spider-Man #92 | 560               | ISBN 978-0-7851-3060-4                                                 | 2009-02-18                             |
| Conan the Barbarian vol. 1                                     | 1970-1973                   | Conan the Barbarian #1-25 | 530               | ISBN 0-7851-0751-7                                                     | 2000-07-01                             |
| Daredevil vol. 1                                               | 1964-1967                   | Daredevil #1-25 | 544               | ISBN 0-7851-1861-6                                                     | 2002-10-01                             |
| Daredevil vol. 2                                               | 1967-1969                   | Daredevil #26-48, Annual #1; The Fantastic Four #73 | 568               | ISBN 0-7851-1462-9                                                     | 2004-06-01                             |
| Daredevil vol. 3                                               | 1969-1971                   | Daredevil #49-74; Iron Man #35-36 | 584               | ISBN 0-7851-1724-5                                                     | 2005-08-24                             |
| Daredevil vol. 4                                               | 1971-1973                   | Daredevil #75-101; The Avengers #111 | 600               | ISBN 978-0785127628                                                    | 2007-09-12                             |
| Daredevil vol. 5                                               | 1973-1975                   | Daredevil #102-125; Marvel Two-in-One #3 | 488               | ISBN 978-0785144540                                                    | 2010-02-10                             |
| Dazzler vol. 1                                                 | 1980-1982                   | Dazzler #1-21; Uncanny X-Men #130-131; The Amazing Spider-Man #203 | 552               | ISBN 978-0785126959                                                    | 2007-08-22                             |
| Dazzler vol. 2                                                 | 1982-1986                   | Dazzler #22-42; Marvel Graphic Novel #12; Beauty and the Beast #1-4; Secret Wars II #4 | 688               | ISBN 978-0785137306                                                    | 2009-05-13                             |
| The Defenders vol. 1                                           | 1969-1974                   | Doctor Strange #183; Sub-Mariner #22, #34-35; The Incredible Hulk #126; Marvel Feature #1-3; The Defenders #1-14; The Avengers #115-118 | 544               | ISBN 0-7851-3075-6                                                     | 2005-05-18                             |
| The Defenders vol. 2                                           | 1974-1976                   | The Defenders #15-30; Giant-Size Defenders #1-5; Marvel Two-in-One #6-7; Marvel Team-Up #33-35; Marvel Treasury Edition #12 | 616               | ISBN 0-7851-2150-1                                                     | 2006-12-20                             |
| The Defenders vol. 3                                           | 1976-1978                   | The Defenders #31-60, Annual #1 | 592               | ISBN 978-0785126966                                                    | 2007-07-18                             |
| The Defenders vol. 4                                           | 1978-1981                   | The Defenders #61-91 | 584               | ISBN 978-0785130611                                                    | 2008-07-16                             |
| The Defenders vol. 5                                           | 1981-1982                   | The Defenders #92-106; Marvel Team-Up #101, #111, #116; Captain America #268 | 448               | ISBN 978-0785145370                                                    | 2010-08-04                             |
| The Defenders vol. 6                                           | 1982-?                      | The Defenders #107-? | 448               | ISBN 978-0785157540                                                    | 2011-10-12                             |
| Doctor Strange vol. 1                                          | 1963-1968                   | Strange Tales #110-111, #114-168 | 608               | ISBN 0-7851-2316-4                                                     | 2002-01-01                             |
| Doctor Strange vol. 2                                          | 1968-1974                   | Doctor Strange #169-178, #180-183; The Avengers #61; The Sub-Mariner #22; The Incredible Hulk #126; Marvel Feature #1; Marvel Premiere #3-10, #12-14 | 608               | ISBN 0-7851-1668-0                                                     | 2005-03-23                             |
| Doctor Strange vol. 3                                          | 1974-1978                   | Doctor Strange #1-29, Annual #1; The Tomb of Dracula #44-45 | 616               | ISBN 978-0785127338                                                    | 2007-12-26                             |
| Doctor Strange vol. 4                                          | 1978-1982                   | Doctor Strange #30-56; Chamber of Chills #4; Man-Thing #4 | 564               | ISBN 978-0785130628                                                    | 2009-07-22                             |
| The Fantastic Four vol. 1                                      | 1961-1963                   | The Fantastic Four #1-20, Annual #1 | 544               | ISBN 0-7851-1828-4                                                     | 1998-11-04                             |
| The Fantastic Four vol. 2                                      | 1963-1965                   | The Fantastic Four #21-40, Annual #2; Strange Tales Annual #2 | 528               | ISBN 0-7851-0731-2                                                     | 1999-10-20                             |
| The Fantastic Four vol. 3                                      | 1965-1967                   | The Fantastic Four #41-63, Annual #3-4 | 536               | ISBN 0-7851-2625-2                                                     | 2001-08-01                             |
| The Fantastic Four vol. 4                                      | 1967-1969                   | The Fantastic Four #64-83, Annual #5-6 | 536               | ISBN 0-7851-1484-X                                                     | 2005-06-29                             |
| The Fantastic Four vol. 5                                      | 1969-1971                   | The Fantastic Four #84-110, Annual #7-8 | 568               | ISBN 0-7851-2162-5                                                     | 2006-06-21                             |
| The Fantastic Four vol. 6                                      | 1971-1973                   | The Fantastic Four #111-137 | 592               | ISBN 978-0785126973                                                    | 2007-05-23                             |
| The Fantastic Four vol. 7                                      | 1973-1975                   | The Fantastic Four #138-159; Giant-Size Super-Stars #1; Giant-Size Fantastic Four #2-4; The Avengers #127 | 560               | ISBN 978-0785130635                                                    | 2008-07-16                             |
| The Fantastic Four vol. 8                                      | 1975-1977                   | The Fantastic Four #160-179, #181-183, Annual #11; Marvel Two-in-One #20, Annual #1 | 520               | ISBN 978-0785145387                                                    | 2010-05-26                             |
| Ghost Rider vol. 1                                             | 1972-1976                   | Marvel Spotlight #5-12; Ghost Rider #1-20; Daredevil #138 | 560               | ISBN 0-7851-1838-1                                                     | 2005-10-05                             |
| Ghost Rider vol. 2                                             | 1976-1980                   | Ghost Rider #21-50 | 568               | ISBN 978-0785121640                                                    | 2007-02-14                             |
| Ghost Rider vol. 3                                             | 1980-1982                   | Ghost Rider #51-65; Marvel Two-in-One #80; Marvel Super-Heroes #11; The Avengers #214 | 416               | ISBN 978-0785130640 Erro de parâmetro em {{ISBN}}: soma de verificação | 2009-11-04                             |
| Ghost Rider vol. 4                                             | 1982-1985                   | Ghost Rider #66-81; The Amazing Spider-Man #274; New Defenders #145-146 | 432               | ISBN 978-0785145394                                                    | 2010-10-27                             |
| Godzilla vol. 1                                                | 1977-1979                   | Godzilla #1-24 | 440               | ISBN 0-7851-2153-6                                                     | 2006-03-29                             |
| Howard the Duck vol. 1                                         | 1973, 1975-1978             | Adventure into Fear #19; Giant-Size Man-Thing #4-5; Howard the Duck #1-27, Annual #1; Marvel Treasury Edition #12 | 592               | ISBN 0-7851-0831-9                                                     | 2002-02-01                             |
| The Human Torch vol. 1                                         | 1962-1965                   | Strange Tales #101-134, Annual #2 | 504               | ISBN 0-7851-1309-6                                                     | 2004-01-01                             |
| The Incredible Hulk vol. 1                                     | 1962-1967                   | The Incredible Hulk #1-6; Tales to Astonish #60-91 | 528               | ISBN 0-7851-2374-1                                                     | 2000-02-01                             |
| The Incredible Hulk vol. 2                                     | 1967-1969                   | Tales to Astonish #92-101; The Incredible Hulk #102-117, Annual #1 | 520               | ISBN 0-7851-0795-9                                                     | 2001-09-01                             |
| The Incredible Hulk vol. 3                                     | 1969-1971                   | The Incredible Hulk #118-142; Captain Marvel #20-21; The Avengers #88 | 576               | ISBN 0-7851-1689-3                                                     | 2005-05-11                             |
| The Incredible Hulk vol. 4                                     | 1971-1973                   | The Incredible Hulk #143-170 | 608               | ISBN 0-7851-2193-5                                                     | 2006-09-27                             |
| The Incredible Hulk vol. 5                                     | 1974-1976                   | The Incredible Hulk #171-200, Annual #5 | 619               | ISBN 0-7851-3065-9                                                     | 2008-12-03                             |
| The Incredible Hulk vol. 6                                     | 1976-1978                   | The Incredible Hulk #201-225, Annual #6 | 496               | ISBN 0-7851-3065-9                                                     | 2010-09-15                             |
| Iron Fist vol. 1                                               | 1974-1978                   | Marvel Premiere #15-25; Iron Fist #1-15; Marvel Team-Up #63-64; Power Man #48-49; Power Man and Iron Fist #50 | 584               | ISBN 0-7851-1546-3                                                     | 2004-10-01                             |
| Iron Man vol. 1                                                | 1963-1965                   | Tales of Suspense #39-72 | 512               | ISBN 0-7851-1860-8                                                     | 2000-09-01                             |
| Iron Man vol. 2                                                | 1966-1968                   | Tales of Suspense #73-99; Tales to Astonish #82; Iron Man and Sub-Mariner #1; Iron Man #1-11 | 608               | ISBN 0-7851-1487-4                                                     | 2004-11-24                             |
| Iron Man vol. 3                                                | 1969-1971                   | Iron Man #12-38; Daredevil #73 | 592               | ISBN 978-0785127642                                                    | 2008-04-16                             |
| Iron Man vol. 4                                                | 1971-1973                   | Iron Man #39-61 | 488               | ISBN 978-0785142546                                                    | 2010-04-14                             |
| Killraven vol. 1                                               | 1973-1976, 1983, 2001       | Amazing Adventures (vol. 2) #18-39; Marvel Team-Up #45; Marvel Graphic Novel #7; Killraven #1 (Marvel Knights) | 504               | ISBN 0-7851-1777-6                                                     | 2005-07-20                             |
| Luke Cage, Power Man vol. 1                                    | 1972-1975                   | Hero For Hire #1-16; Power Man #17-27 | 544               | ISBN 0-7851-1685-0                                                     | 2005-03-02                             |
| Luke Cage, Power Man vol. 2                                    | 1975-1978                   | Power Man #28-49, Annual #1 | 424               | ISBN 0-7851-2147-1                                                     | 2006-08-30                             |
| Man-Thing vol. 1                                               | 1971-1975                   | Savage Tales #1; Astonishing Tales #12-13; Adventure into Fear #1-19; Man-Thing #1-14; Giant-Size Man-Thing #1-2; Monsters Unleashed #5, #8-9 | 544               | ISBN 0-7851-2135-8                                                     | 2006-12-13                             |
| Man-Thing vol. 2                                               | 1975-1981                   | Man-Thing #15-22; Man-Thing (vol. 2) #1-11; Giant-Size Man-Thing #3-5; Marvel Team-Up #68; Marvel Two-in-One #43; Doctor Strange #41 | 536               | ISBN 0-7851-3066-7                                                     | 2008-08-20                             |
| Marvel Horror vol. 1                                           | 1973-1977, 1979             | Filho de Satan, histórias das revists: - Ghost Rider #1-2 - Marvel Spotlight #12-24 - Son of Satan #1-8 - Marvel Two-in-One #14 - Marvel Team-Up #32 Satana, histórias das revistas: - Vampire Tales #2-3 - Haunt of Horror #2, #4-5 - Marvel Premiere #27 - Marvel Preview #7 - Marvel Team-Up #80-81 | 608               | ISBN 0-7851-2196-X                                                     | 2006-11-01                             |
| Marvel Horror vol. 2                                           | 1973-1977                   | A Múmia Viva, histórias das revistas: - Supernatural Thrillers #5, #7-15 Gabriel the Devil Hunter, histórias das revistas: - Haunt of Horror #2-5 - Monsters Unleashed #11 Brother Voodoo, histórias das revistas: - Strange Tales #169-173 - Tales of the Zombie #6, #10 - Marvel Team-Up #24 Golem stories, histórias das revistas: - Strange Tales #174, #176-177 - Marvel Two-in-One #11 Scarecrow, histórias das revistas: - Dead of Night #11 - Marvel Spotlight #26 - Marvel Two-in-One #18 Modred, histórias das revistas: - Marvel Chillers #1-2 - Marvel Two-in-One #33 | 616               | ISBN 0-7851-3067-3 Erro de parâmetro em {{ISBN}}: soma de verificação  | 2008-11-26                             |
| Marvel Saga vol. 1                                             | 1985-1986                   | Marvel Saga #1-12 | 448               | ISBN 978-0785127277                                                    | 2008-01-16                             |
| Marvel Saga vol. 2                                             | 1986-1987                   | Marvel Saga #13-25 | 480               | ISBN 978-0785127284                                                    | 2008-12-24                             |
| Marvel Team-Up vol. 1                                          | 1972-1974                   | Marvel Team-Up #1-24 | 496               | ISBN 0-7851-2373-3                                                     | 2002-04-10                             |
| Marvel Team-Up vol. 2                                          | 1974-1976                   | Marvel Team-Up #25-51; Marvel Two-in-One #17 | 528               | ISBN 0-7851-2163-3                                                     | 2006-08-02                             |
| Marvel Team-Up vol. 3                                          | 1976-1979                   | Marvel Team-Up #52-73, #75, Annual #1 | 584               | ISBN 978-0785130680                                                    | 2009-08-19                             |
| Marvel Two-in-One vol. 1                                       | 1973-1977                   | Marvel Feature #11-12; Marvel Two-in-One #1-20, #22-25, Annual #1; Marvel Team-Up #47; The Fantastic Four Annual #11 | 576               | ISBN 0-7851-1729-6                                                     | 2005-11-02                             |
| Marvel Two-in-One vol. 2                                       | 1977-1979                   | Marvel Two-in-One #26-52, Annual #2-3 | 568               | ISBN 978-0785126980                                                    | 2007-06-27                             |
| Marvel Two-in-One vol. 3                                       | 1979-1981                   | Marvel Two-in-One #53-77, Annual #4-5 | 592               | ISBN 978-0785130697                                                    | 2009-07-29                             |
| Monster of Frankenstein vol. 1                                 | 1972-1975                   | Monster of Frankenstein #1-5; Frankenstein's Monster #6-18; Giant-Size Werewolf #2; Monsters Unleashed #2, #4-10; Legion of Monsters #1 | 496               | ISBN 0-7851-1634-6                                                     | 2004-10-20                             |
| Moon Knight vol. 1                                             | 1975-1976, 1978-1981        | Werewolf by Night #32-33; Marvel Spotlight #28-29; Peter Parker, the Spectacular Spider-Man #22-23, Marvel Two-in-One #52; Hulk Magazine #11-15, #17-18, #20; Marvel Preview #21; Moon Knight #1-10; Marvel Team-Up Annual #4 | 560               | ISBN 0-7851-2092-0                                                     | 2006-03-01                             |
| Moon Knight vol. 2                                             | 1981-1983                   | Moon Knight #11-30 | 608               | ISBN 978-0785127291                                                    | 2007-10-17                             |
| Moon Knight vol. 3                                             | 1983-1989                   | Moon Knight #31-38; Moon Knight (vol. 2) #1-6; Marvel Fanfare #30, #38-39; Solo Avengers #3; Marvel Super-Heroes #1; Marc Spector: Moon Knight #1-2 | 528               | ISBN 978-0785130703                                                    | 2009-12-02                             |
| Ms. Marvel vol. 1                                              | 1977-1979                   | Ms. Marvel #1-23; Marvel Super-Heroes Magazine #10-11; Avengers Annual #10 | 512               | ISBN 978-0785124993                                                    | 2007-02-21                             |
| Nova vol. 1                                                    | 1976-1979                   | Nova #1-25; Marvel Two-in-One Annual #3; The Amazing Spider-Man #171 | 512               | ISBN 0-7851-2093-9                                                     | 2006-03-29                             |
| Official Handbook of the Marvel Universe vol. 1                | 1983-1984                   | Official Handbook of the Marvel Universe #1-15 | 544               | ISBN 0-7851-1933-7                                                     | 2006-01-18                             |
| Official Handbook of the Marvel Universe Deluxe Edition vol. 1 | 1985-1986                   | Official Handbook of the Marvel Universe Deluxe Edition #1-7 | 480               | ISBN 0-7851-1934-5                                                     | 2006-03-15                             |
| Official Handbook of the Marvel Universe Deluxe Edition vol. 2 | 1986-1987                   | Official Handbook of the Marvel Universe Deluxe Edition #8-14 | 480               | ISBN 0-7851-1935-3                                                     | 2006-06-14                             |
| Official Handbook of the Marvel Universe Deluxe Edition vol. 3 | 1987-1988                   | Official Handbook of the Marvel Universe Deluxe Edition #15-20 | 424               | ISBN 0-7851-1936-1                                                     | 2006-07-19                             |
| Official Handbook of the Marvel Universe Update '89 vol. 1     | 1989                        | Official Handbook of the Marvel Universe Update '89 #1-8 | 496               | ISBN 0-7851-1937-X                                                     | 2006-12-27                             |
| Official Handbook of the Marvel Universe Master Edition vol. 1 | 1990-1993                   | "A-G" entries from Official Handbook of the Marvel Universe Master Edition #1-36 | 592               | ISBN 978-0785127307                                                    | 2008-04-23                             |
| Official Handbook of the Marvel Universe Master Edition vol. 2 | 1990-1993                   | "H-N" entries from Official Handbook of the Marvel Universe Master Edition #1-36 | 592               | ISBN 978-0785127314                                                    | 2008-05-14                             |
| Official Handbook of the Marvel Universe Master Edition vol. 3 | 1990-1993                   | "O-Z" entries from Official Handbook of the Marvel Universe Master Edition #1-36 | 576               | ISBN 978-0785127321                                                    | 2008-10-15                             |
| Peter Parker, the Spectacular Spider-Man vol. 1                | 1976-1979                   | Peter Parker, the Spectacular Spider-Man #1-31 | 568               | ISBN 0-7851-1682-6                                                     | 2005-02-02                             |
| Peter Parker, the Spectacular Spider-Man vol. 2                | 1979-1981                   | Peter Parker, the Spectacular Spider-Man #32-53, Annual #1-2; The Amazing Spider-Man Annual #13; The Fantastic Four #218 | 592               | ISBN 0-7851-2042-4                                                     | 2006-02-15                             |
| Peter Parker, the Spectacular Spider-Man vol. 3                | 1981-1983                   | Peter Parker, the Spectacular Spider-Man #54-74, Annual #3 | 536               | ISBN 978-0785125013                                                    | 2007-03-14                             |
| Peter Parker, the Spectacular Spider-Man vol. 4                | 1983-1985                   | Peter Parker, the Spectacular Spider-Man #75-96, Annual #4 | 576               | ISBN 978-0785130710                                                    | 2009-08-26                             |
| Peter Parker, the Spectacular Spider-Man vol. 5                | 1985-198?                   | Peter Parker, the Spectacular Spider-Man #97-114 | 576               | ISBN 978-0785157557                                                    | 2011-07-12                             |
| Power Man and Iron Fist vol. 1                                 | 1978-1980                   | Power Man and Iron Fist #50-72, #74-75 | 520               | ISBN 978-0785127260                                                    | 2008-01-09                             |
| Power Man and Iron Fist vol. 2                                 | 1980-1982                   | Power Man and Iron Fist #76-100; Daredevil #178 | 616               | ISBN 978-0785130727                                                    | 2009-04-08                             |
| The Punisher vol. 1                                            | 1974-1986                   | The Amazing Spider-Man #129, #134-135, #162-163, #174-175, #201-202; The Amazing Spider-Man Annual #15; Giant-Size Spider-Man #4; Marvel Preview #2; Marvel Super-Action #1; Captain America #241; Daredevil #182-184; Peter Parker, the Spectacular Spider-Man #81-83; The Punisher #1-5 | 568               | ISBN 0-7851-2375-X                                                     | 2004-03-01                             |
| The Punisher vol. 2                                            | 1987-1989                   | The Punisher #1-20, Annual #1; Daredevil #257 | 536               | ISBN 978-0785127345                                                    | 2007-09-26                             |
| The Punisher vol. 3                                            | 1989-1991                   | The Punisher #21-40, Annual #2-3 | 584               | ISBN 978-0785130734                                                    | 2009-02-04                             |
| Rampaging Hulk vol. 1                                          | 1977-1978                   | Rampaging Hulk #1-9; The Hulk! #10-15; The Incredible Hulk #269 | 584               | ISBN 978-0785126997                                                    | 2008-05-28                             |
| Rampaging Hulk vol. 2                                          | 1978-1981                   | The Hulk! #16-27 | 544               | ISBN 978-0785142553                                                    | 2010-03-31                             |
| Savage She-Hulk vol. 1                                         | 1979-1981                   | Savage She-Hulk #1-25 | 552               | ISBN 0-7851-2335-0                                                     | 2006-07-05                             |
| Silver Surfer vol. 1                                           | 1968-1970                   | Silver Surfer #1-18; The Fantastic Four Annual #5 | 528               | ISBN 0-7851-2008-4                                                     | 1998-03-11                             |
| Silver Surfer vol. 2                                           | 1982, 1987-1988             | Silver Surfer (1982 one-shot); Silver Surfer (vol. 2) #1-18, Annual #1; Marvel Fanfare #51 | 600               | ISBN 978-0785127000                                                    | 2007-06-20                             |
| Spider-Woman vol. 1                                            | 1977-1979                   | Marvel Spotlight #32; Marvel Two-in-One #29-33; Spider-Woman #1-25 | 576               | ISBN 0-7851-1793-8                                                     | 2005-12-21                             |
| Spider-Woman vol. 2                                            | 1980-1983                   | Spider-Woman #26-50; Marvel Team-Up #97; Uncanny X-Men #148 | 608               | ISBN 978-0785127017                                                    | 2007-08-08                             |
| Sub-Mariner vol. 1                                             | 1965-1968                   | Daredevil #7; Tales to Astonish #70-101; Tales of Suspense #80; Iron Man and the Sub-Mariner #1; The Sub-Mariner #1 | 504               | ISBN 0-7851-3075-8 Erro de parâmetro em {{ISBN}}: soma de verificação  | 2009-09-30                             |
| Super-Villain Team-Up vol. 1                                   | 1970-1971, 1975-1980        | Giant-Size Super-Villain Team-Up #1-2; Super-Villain Team-Up #1-14, #16-17; The Avengers #154-156; The Champions #16; Astonishing Tales #1-8 | 552               | ISBN 0-7851-1545-5                                                     | 2004-09-22                             |
| Tales of the Zombie vol. 1                                     | 1973-1974                   | Tales of the Zombie #1-10; Dracula Lives #1-2 | 592               | ISBN 0-7851-1916-7                                                     | 2006-10-04                             |
| Thor vol. 1                                                    | 1962-1964                   | Journey into Mystery #83-112 | 536               | ISBN 0-7851-1866-7                                                     | 2001-02-28                             |
| Thor vol. 2                                                    | 1965-1966                   | Journey into Mystery #113-124; The Mighty Thor #125-136, Annual #1-2 | 584               | ISBN 0-7851-1591-9                                                     | 2005-06-08                             |
| Thor vol. 3                                                    | 1967-1969                   | The Mighty Thor #137-166 | 616               | ISBN 0-7851-2149-8                                                     | 2006-10-04                             |
| Thor vol. 4                                                    | 1969-1972                   | The Mighty Thor #167-195 | 600               | ISBN 0-7851-3076-4                                                     | 2009-07-08                             |
| Thor vol. 5                                                    | 1972-1974                   | The Mighty Thor #196-220 | 528               | ISBN 0-7851-5093-5                                                     | 2011-05-04                             |
| The Tomb of Dracula vol. 1                                     | 1972-1974                   | The Tomb of Dracula #1-25; Werewolf by Night #15; Giant-Size Chillers #1 | 560               | ISBN 0-7851-0920-X                                                     | 2003-12-01                             |
| The Tomb of Dracula vol. 2                                     | 1974-1976                   | The Tomb of Dracula #26-49; Dr. Strange #14; Giant-Size Dracula #2-5 | 592               | ISBN 0-7851-1461-0                                                     | 2004-04-21                             |
| The Tomb of Dracula vol. 3                                     | 1976-1979                   | The Tomb of Dracula #50-70; The Tomb of Dracula Magazine #1-4 | 584               | ISBN 0-7851-1558-7                                                     | 2004-11-03                             |
| The Tomb of Dracula vol. 4                                     | 1973-1975, 1980             | The Tomb of Dracula Magazine #2, #4-6; Dracula Lives! #1-13; Frankenstein's Monster #7-9 | 576               | ISBN 0-7851-1709-1                                                     | 2005-04-13                             |
| Web of Spider-Man vol. 1                                       | 1985-?                      | Web of Spider-Man #1-18, Annual #1-2, and Amazing Spiderman #268 | 528               | ISBN 0-7851-5756-5                                                     | 2011-09-14                             |
| Werewolf by Night vol. 1                                       | 1972-1974                   | Marvel Spotlight #2-4; Werewolf by Night #1-21; Marvel Team-Up #12; Giant-Size Creatures #1; The Tomb of Dracula #18 | 576               | ISBN 0-7851-1839-X                                                     | 2005-10-26                             |
| Werewolf by Night vol. 2                                       | 1974-1976                   | Werewolf by Night #22-43; Giant-Size Werewolf by Night #2-5; Marvel Premiere #28 | 576               | ISBN 978-0785127253                                                    | 2007-11-14                             |
| Wolverine vol. 1                                               | 1988-1990                   | Wolverine #1-23 | 552               | ISBN 0-7851-1867-5                                                     | 1996-10-23                             |
| Wolverine vol. 2                                               | 1990-1991                   | Wolverine #24-47 | 528               | ISBN 0-7851-0550-6                                                     | 1997-03-19                             |
| Wolverine vol. 3                                               | 1991-1993                   | Wolverine #48-69 | 528               | ISBN 0-7851-0595-6                                                     | 1998-06-17                             |
| Wolverine vol. 4                                               | 1993-1995                   | Wolverine #70-90 | 544               | ISBN 0-7851-2059-9                                                     | 2006-05-03                             |
| Wolverine vol. 5                                               | 1995-1997                   | Wolverine #91-110, 1996 Annual; Uncanny X-Men #332 | 562               | ISBN 978-0785130772                                                    | 2009-01-07                             |
| X-Factor vol. 1                                                | 1986-1987                   | The Avengers #262; The Fantastic Four #286; X-Factor #1-16, Annual #1; The Mighty Thor #373-374; Power Pack #27 | 568               | ISBN 0-7851-1886-1                                                     | 2005-11-30                             |
| X-Factor vol. 2                                                | 1987-1988                   | X-Factor #17-35, Annual #2; The Mighty Thor #378 | 544               | ISBN 978-0785120995                                                    | 2007-01-31                             |
| X-Factor vol. 3                                                | 1988-1990                   | X-Factor #36-50, Annual #3; Uncanny X-Men #242-243 | 520               | ISBN 978-0785130789                                                    | 2009-12-30                             |
| X-Men vol. 1                                                   | 1975-1979                   | Giant-Size X-Men #1; X-Men #94-119 | 520               | ISBN 0-7851-2376-8                                                     | 1996-10-09                             |
| X-Men vol. 2                                                   | 1979-1981                   | X-Men #120-144, Annual #3-4 | 584               | ISBN 0-7851-2007-6                                                     | 1997-10-15                             |
| X-Men vol. 3                                                   | 1981-1982                   | X-Men #145-161, Annual #5-6; The Avengers Annual #10 (previous edition had Annual #3-5 instead and did not include The Avengers Annual #10 ) | 528               | ISBN 0-7851-0661-8                                                     | 1998-08-05                             |
| X-Men vol. 4                                                   | 1982-1984                   | X-Men #162-179, Annual #7; Marvel Graphic Novel #5: "God Loves, Man Kills" (previous edition had Annual #6 not #7) | 568               | ISBN 0-7851-2295-8                                                     | 2001-06-01                             |
| X-Men vol. 5                                                   | 1984-1985                   | X-Men #180-198, Annual #8; X-Men/Alpha Flight #1-2 (previous edition also had Annual #7) | 632               | ISBN 0-7851-2692-9                                                     | 2004-07-01                             |
| X-Men vol. 6                                                   | 1985-1987                   | X-Men #199-213, Annual #9; New Mutants #46, Special Edition #1; X-Factor #9-11; Thor #373-374; Power Pack #27 | 656               | ISBN 0-7851-1727-X                                                     | 2005-09-14                             |
| X-Men vol. 7                                                   | 1987-1988                   | X-Men #214-228, Annual #10-11; Fantastic Four vs. the X-Men #1-4 | 568               | ISBN 0-7851-2055-6                                                     | 2006-04-19                             |
| X-Men vol. 8                                                   | 1988-1989                   | X-Men #229-243, Annual #12; X-Factor #36-39 | 544               | ISBN 978-0785127635                                                    | 2007-12-12                             |
| X-Men vol. 9                                                   | 1989-1990                   | X-Men #244-264, Annual #13 | 544               | ISBN 978-0785127635                                                    | 2009-06-03                             |
| X-Men vol. 10                                                  | 1990-1991                   | X-Men #265-277 and Annuals #14 and #15, X-Factor #60-62 and Annual #5-6, New Mutants #94-96 and Annual #6-7, New Warriors Annual #1, and Fantastic Four Annual #23. | 504               | Desconhecido                                                           | 2011-07-13                             |